# Патронташ

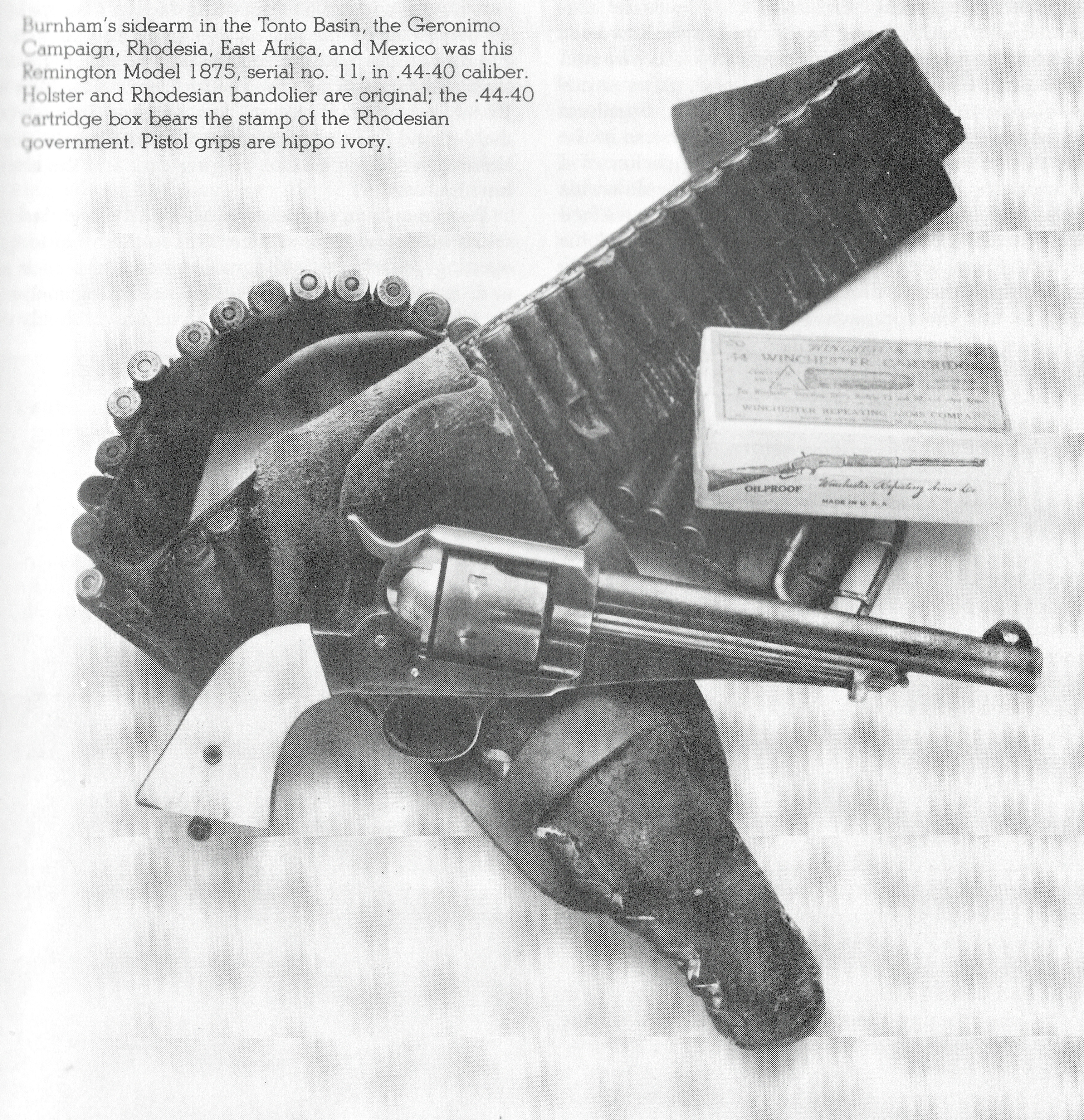
Патронташ, кобура и револьвер, 1912 год

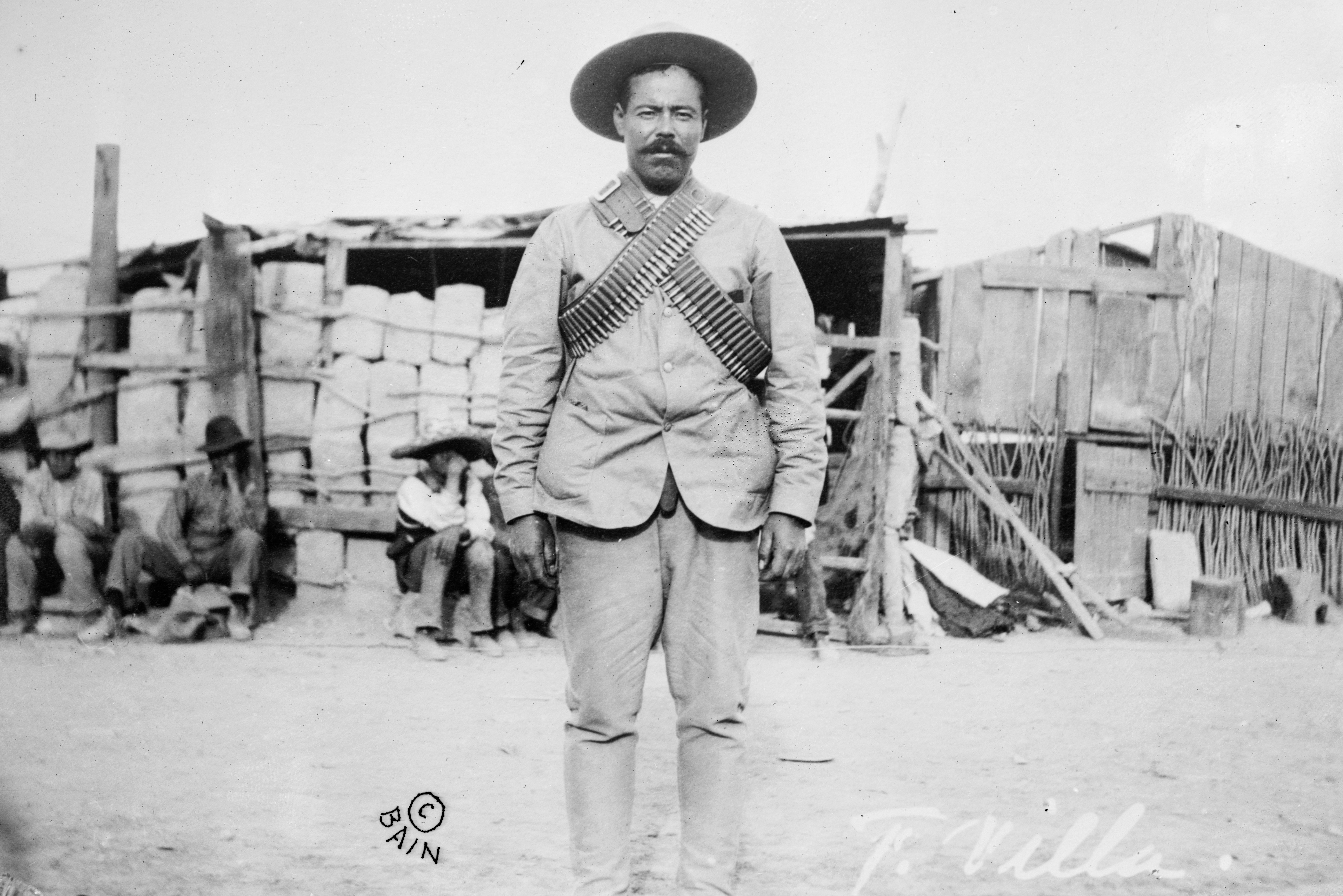
Панчо Вилья, перемотанный патронташами (бандольерами).

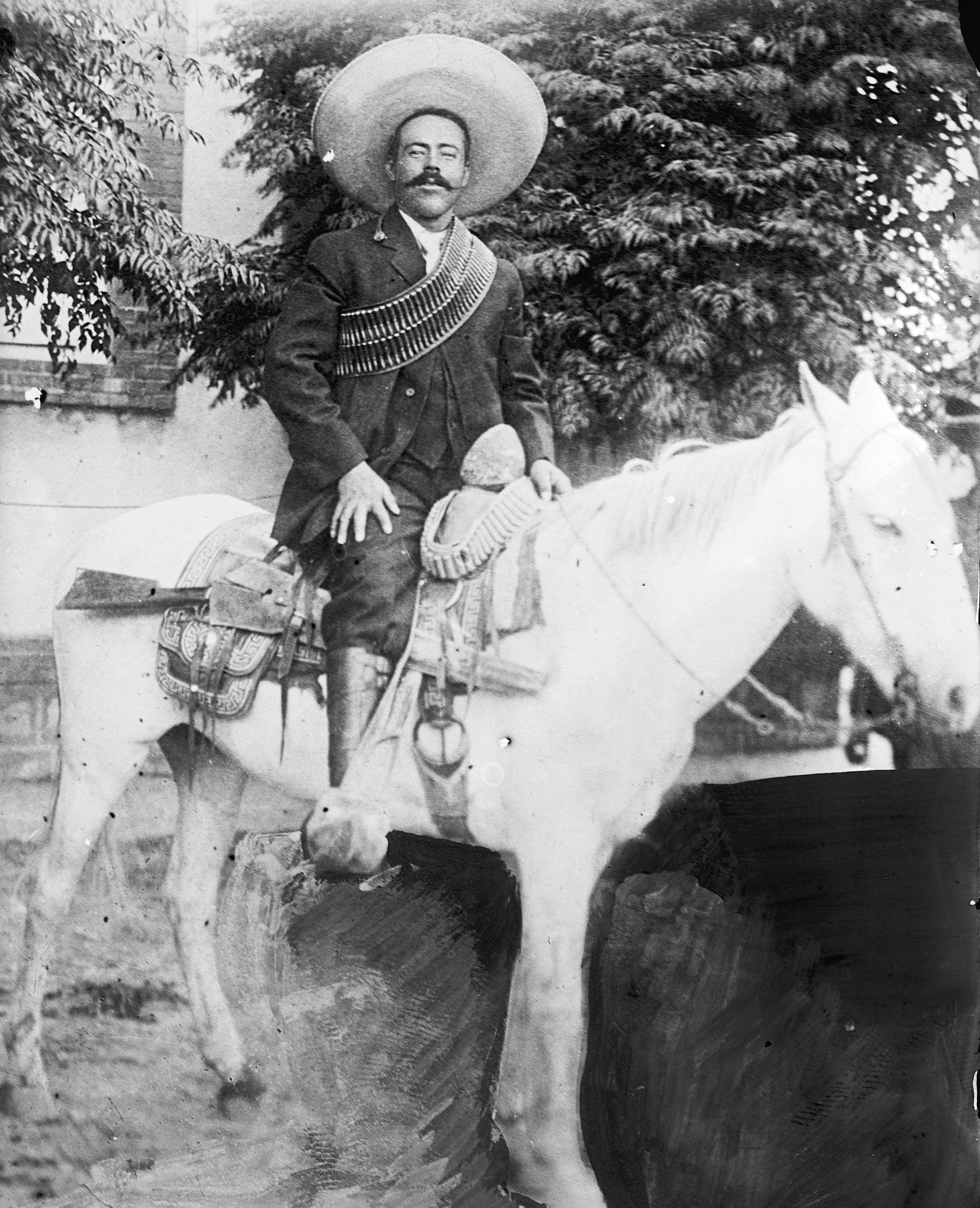
Панчо Вилья с патронташами (бандольерами).

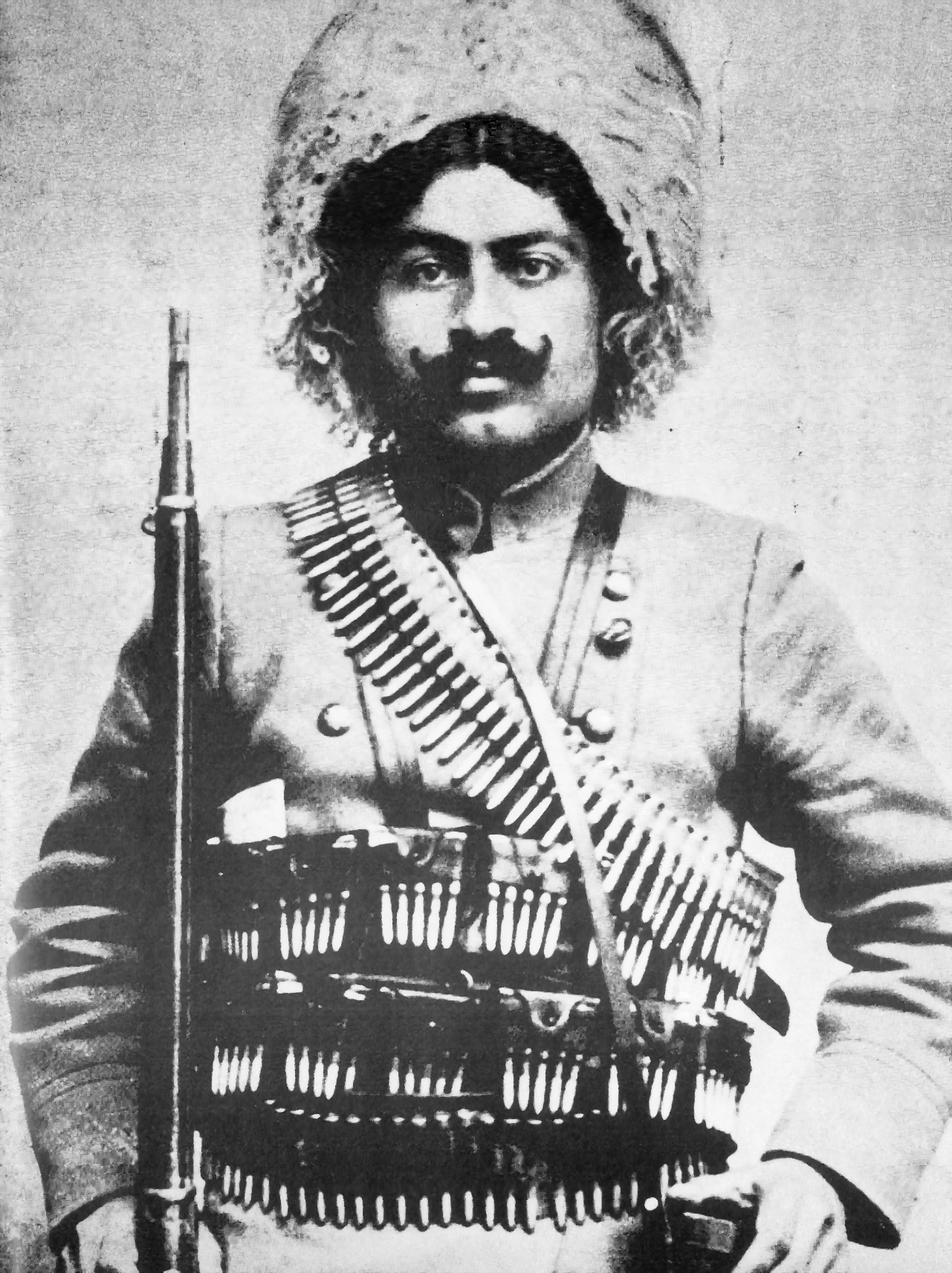
Гарегин Нжде, 1913 год

Патронташ (нем. Patronentasche — «патронная сумка») — снаряжение для ношения патронов (боевых припасов) с отдельными ячейками для каждого из них. 
Патронташ приспособлен для ношения унитарных патронов на поясе или груди стрелка, то есть в положении, удобном для их быстрого извлечения.

## История
Ранее в Русском войске стрелки ручного огненного боя применяли берендейки. Позже, с появлением солдат из германских государств и стран в России, произошло заимствовано из немецкого языка — сложение слов Patron — «патрон» и Tasche — «сумка, карман», в XVII веке с появлением (с 1616 года) иностранцев-наёмников в русском войске выборных полков.
Первоначально патронташ был частью военного снаряжения (амуниции), использовался стрелками для хранения боевых припасов в период использования однозарядных ружей и винтовок: сначала бумажных унитарных патронов, затем металлических. В начале XX века в армиях европейских стран был заменен на патронные сумки к магазинным винтовкам.

...
20. Внести изменения в снаряжение рядового и начальствующего состава:
ж) вместо двух патронных и одной запасной сумки оставить на бойце одну сумку на 30 патрон и патронташ для ношения через плечо на 60 патрон;
... — Протокол подкомиссии под председательством начальника снабжения Красной Армии корпусного комиссара т. Хрулева, 19—20 апреля 1940 года. 
 Подкомиссия по вопросам организации и системы военно-хозяйственного снабжения Красной Армии

## Современное применение
Патронташи различной конструкции традиционно применялись как предмет охотничьего снаряжения, но, в отличие от военного, не утратили актуальности и широко применяются в настоящее время. Охотники испытывают необходимость в ношении патронов, распределенных по одному в патронташах, потому, что применение в охоте оружия с коробчатыми магазинами очень ограничено, и в подавляющем большинстве случаев заряжание оружия производится по одному патрону. Патроны используются разных видов (пулевые с разными типами пуль, дробовые, контейнерные, с разным размером и количеством дроби, сигнальные), что также вызывает необходимость их размещения в патронташах, в заранее определенных ячейках. Используемое порой охотниками в целях экономии хранение и ношение патронов в карманах одежды неудобно, небезопасно и может привести к порче и потере патронов.

Патронташ — необходимая принадлежность каждого охотника. Их имеется масса образцов. Тут дело вкуса. Но наиболее распространенными, а следовательно, и излюбленными являются сумочные с крышками на 8-10 патронов и наплечный двухрядный на 24—30 патронов. Бурский патронташ-ремень на 24—30 патронов неудобен, так как патроны, особенно папковые, ничем не прикрыты сверху. Очень практичны патронташи комбинированные в виде небольшой сумочки.
— Рябов В. В. Охота по перу. — 1965

## Классификация и виды
Классический патронташ представляет собой либо ремень с ячейками, либо один или несколько подсумков с ячейками, прикреплённых или надетых на ремень. Наиболее известен классический охотничий патронташ — поясной кожаный ремень с открытым расположением патронов («бурский пояс»). Патронташи различаются по:
- Типу доступа к патрону: открытые, закрытые (с клапаном, закрывающим патроны сверху от дождя и предохраняющими от выпадания), скрытые (вшитые в карманы одежды[2], ягдташ[3], чехол ружья);
- Конструкции подвеса: поясные ремни, подсумки (надеваемые на ремень), подвесные системы (с наплечными ремнями), жилеты, клипсы, универсальные системы подвеса;
- Месту ношения: на поясе, на плече, на груди, в сумке, в кармане одежды; на прикладе, цевье, ствольной коробке оружия, ружейном ремне, руке стрелка[4];
- Расположению патронов: однорядные, двухрядные, раскладные[5];
- Используемым материалам: традиционно патронташи изготавливаются из кожи различных сортов и выделки, редко из плотных тканей (брезента), растет популярность современных синтетических тканей (кордура, оксфорд и других) с водоотталкивающей обработкой и комбинированных патронташей из кожи и синтетики, для скоростной стрельбы используются пластиковые патронташи;
- По типу патронов: каждый патронташ предназначен для определенного типа патронов, но их можно разделить на три группы: для гладкоствольного оружия, для нарезного оружия и комбинированные;

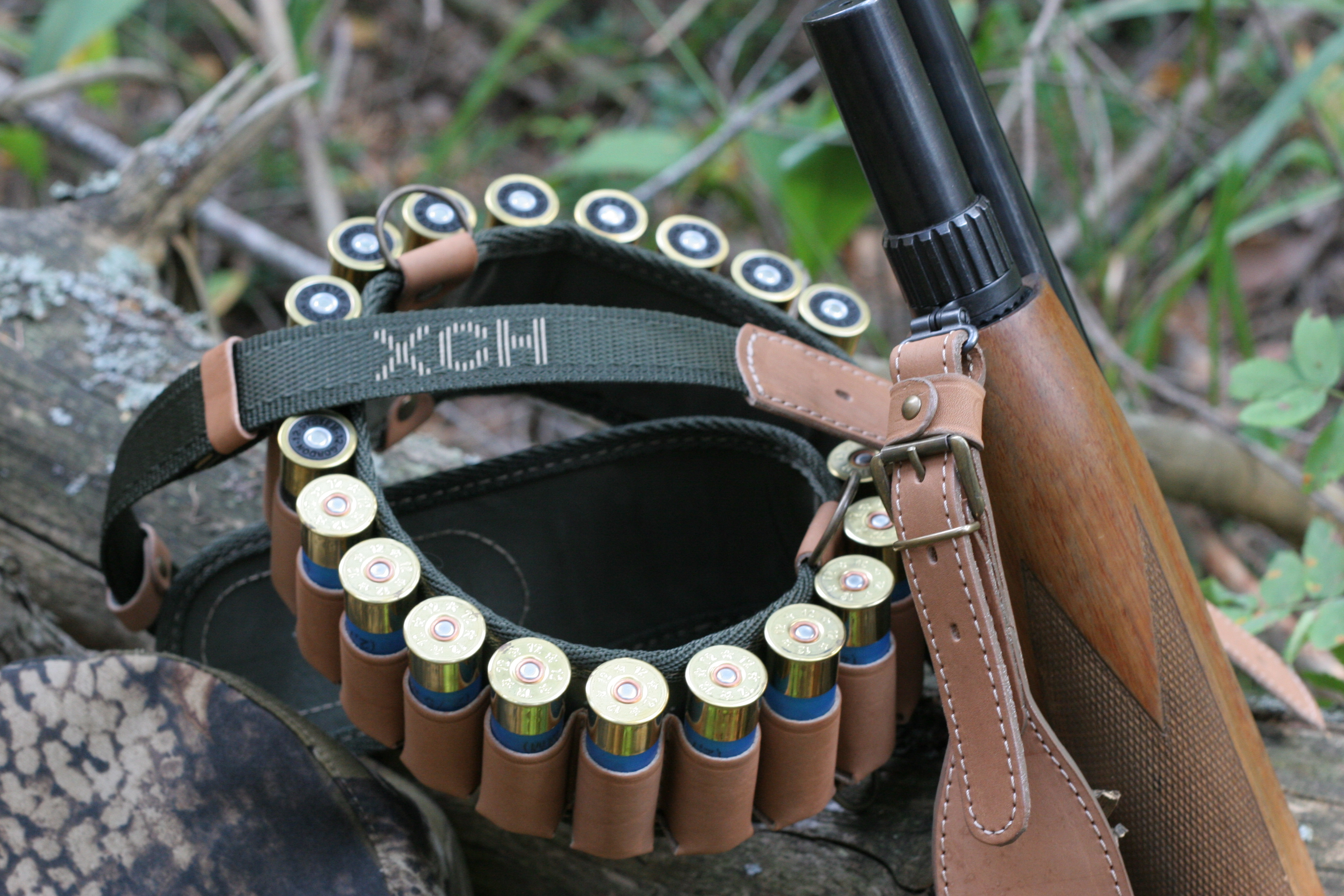
Современный охотничий патронташ классического типа: открытый, поясной, с возможностью крепления портупеи, однорядный, комбинированный из кожи и синтетической ткани, на 24 патрона 12 калибра

Вследствие распространения патронташей во многих странах имеются их традиционные виды, часто имеющие собственные названия. Патронташ, носимый на ремне через плечо, может называться бандольер. Иногда самодельные патронташи делались из куска пулемётной ленты. В России предшественником патронташа была берендейка.
Развитие спортивных видов стрельбы в XX—XXI веках привело к появлению новых видов патронташей, таких, как клипсы, спидстрипперы и патронташи, крепящиеся как можно ближе к патроннику оружия. А популярность военизированных видов активного отдыха сделала возможным широкое распространение военных универсальных систем подвеса снаряжения (MOLLE, PALS, MALICE и т. д.), позволяющих крепить патронташи к любому месту пояса, жилета, рюкзака, ружейного чехла и так далее.

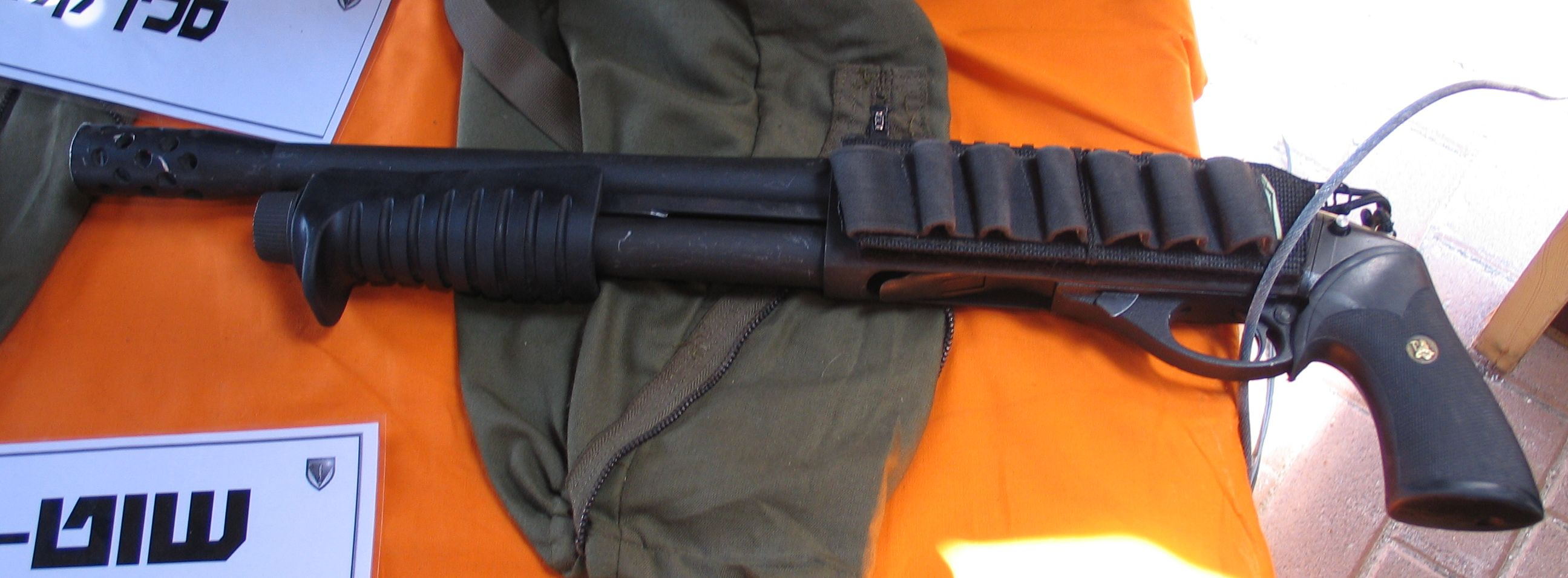
Патронташ на ствольной коробке ружья